# Overdrive (Lied)
Overdrive ist ein Lied des französischen House-Duos Ofenbach aus dem Jahr 2023, in Zusammenarbeit mit der US-amerikanischen Sängerin Norma Jean Martine.

## Entstehung und Veröffentlichung
Geschrieben wurde das Lied von den Interpreten, Dorian Lauduique und César de Rummel von Ofenbach sowie Norma Jean Martine selbst, zusammen mit den Koautoren Antoine Chatenet, Alexander Hauer und Tobias Jundt. Die Komposition baut auf einem Sample zu Kim Wildes Cambodia aus dem Jahr 1981 auf, wodurch die Originalautoren Marty und Ricky Wilde ebenfalls als Urheber von Overdrive aufgeführt werden. Die beiden Ofenbach-Mitglieder zeichneten zudem, zusammen mit Jen Jis, für die Produktion verantwortlich.
Die Erstveröffentlichung von Overdrive erfolgte am 6. Oktober 2023 als Single bei Elektra Records. Diese erschien als digitaler Einzeltrack zum Download und Streaming (Katalognummer: 5054197832710). In den folgenden Monaten erschienen diverse weitere Versionen als digitale Einzeltracks, so unter anderem eine Akustikversion am 9. Februar 2024 (Katalognummer: 5054197974731).

## Kommerzieller Erfolg

### Chartplatzierungen
| ChartsChartplatzierungen             | Höchstplatzierung | Wochen |
| ------------------------------------ | ----------------- | ------ |
| Deutschland (GfK)                    | 5 (51 Wo.)        | 51     |
| Frankreich (SNEP)                    | 18 (52 Wo.)       | 52     |
| Österreich (Ö3)                      | 6 (39 Wo.)        | 39     |
| Schweiz (IFPI)                       | 8 (58 Wo.)        | 58     |
| Vereinigte Staaten (Billboard Dance) | 41 (10 Wo.)       | 10     |

| ChartsJahrescharts (2024) | Platzierung |
| ------------------------- | ----------- |
| Deutschland (GfK)         | 10          |
| Frankreich (SNEP)         | 55          |
| Österreich (Ö3)           | 28          |
| Schweiz (IFPI)            | 15          |

### Auszeichnungen für Musikverkäufe
| Land/Region          | Auszeichnungen für Musikverkäufe (Land/Region, Auszeichnung, Verkäufe) | Verkäufe  |
| -------------------- | ---------------------------------------------------------------------- | --------- |
| Deutschland (BVMI)   | Gold                                                                   | 300.000   |
| Frankreich (SNEP)    | Diamant                                                                | 333.333   |
| Italien (FIMI)       | Gold                                                                   | 50.000    |
| Niederlande (NVPI)   | Platin                                                                 | 90.000    |
| Österreich (IFPI)    | Platin                                                                 | 30.000    |
| Polen (ZPAV)         | 4× Platin                                                              | 200.000   |
| Schweiz (IFPI)       | 2× Platin                                                              | 60.000    |
| Spanien (Promusicae) | Gold                                                                   | 30.000    |
| Insgesamt            | 3× Gold · 8× Platin · 1× Diamant ·                                     | 1.093.333 |